# Anschlagsserie in Frankreich 1995

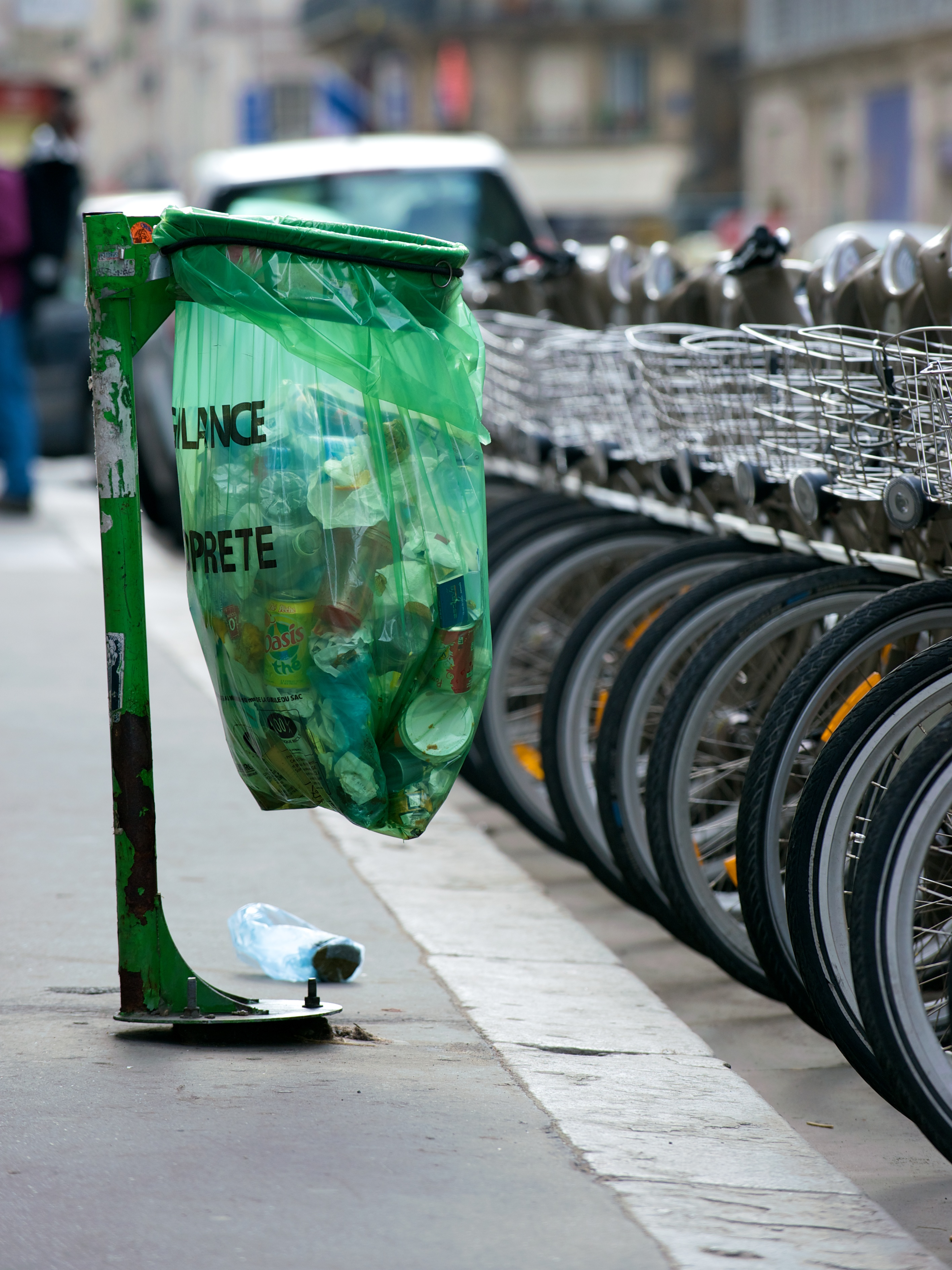
Seit der Anschlagsserie sind in Paris viele Mülleimer durch leicht einsehbare Mülltüten ersetzt worden, um Sprengstoffanschläge zu verhindern.

Bei der Anschlagsserie in Frankreich 1995 handelt es sich um eine Serie von mehreren Anschlägen in Paris und anderen französischen Orten, verübt von der islamistischen Terrorgruppe GIA. Bei insgesamt drei Bomben-Explosionen in Zügen und an einer Station der Pariser Métro und RER starben acht Menschen, annähernd 200 weitere wurden verletzt.

## Hergang
- 1. Anschlag in Paris: Am 25. Juli 1995 explodierte in einem Zug der RER-Linie B im Bahnhof Saint-Michel - Notre-Dame im Zentrum von Paris eine mit Splittern gefüllte Gasflasche. Acht Menschen wurden getötet und mehr als hundert verletzt, einige von ihnen lebensgefährlich. Zu den Anschlägen bekannte sich die algerische bewaffnete islamische Gruppe GIA.

- 2. Anschlag in Paris am 17. August 1995: Bombenanschlag nahe dem Triumphbogen, 16 Verletzte.[3]
- Ende August 1995 wurde dann eine Bombe im Hochgeschwindigkeitszug TGV zwischen Paris und Lyon[4] entschärft.
- 3. Anschlag in Paris am 3. September 1995: Anschlag auf einen Markt im 11. Arrondissement, 4 Verletzte.[5]
- Bei einem Sprengstoffanschlag am 7. September 1995 im Lyoner Vorort Villeurbanne wurden vierzehn Passanten verletzt. Der Sprengkörper war in einem vor einer jüdischen Schule geparkten Automobil verborgen und detonierte, als sich die Schülerinnen und Schüler noch im Schulgebäude befanden.[6]
- Die Fingerabdrücke von Khaled Kelkal wurden auf einem Klebeband auf der Bombe im TGV gefunden. Am 29. September 1995 wurde Kelkal, Mitglied der GIA, in einem Waldstück bei Maison-Blanche, in der Nähe von Lyon, von Beamten der Gendarmerie nationale gestellt. Kelkal leistete bewaffneten Widerstand und wurde erschossen.
- 4. Anschlag in Paris: Am 6. Oktober 1995 detonierte ein Sprengsatz nahe der Metrostation Maison Blanche.[7] 13 Menschen wurden verletzt.
- 5. Anschlag in Paris: Am 17. Oktober 1995 explodierte in der RER-Schnellbahn in Paris zwischen den Stationen Orsay und Saint-Michel eine Bombe. 30 Fahrgäste werden verletzt.[8]

Bereits am 11. Juli 1995 war Abdelbaki Sahraoui, Imam der Pariser Moschee in der Rue Myrha und einer der Gründer der Islamischen Heilsfront (FIS), ermordet worden. Später ermittelte Indizien sprachen dafür, dass auch für Sahraouis Ermordung bereits die Terrorgruppe um Khaled Kelkal verantwortlich war, eindeutig aufgeklärt wurde der Mord jedoch nicht.

## Folgen
Am Tag nach dem Bombenanschlag in der RER-Schnellbahn im Oktober 1995 sank die Zahl der Fahrgäste um etwa 30 Prozent.
Innenminister Jean-Louis Debré setzte einen Notstandsplan nach dem Attentat am 7. September. Dabei wurden 20.000 Polizisten, 2.500 Soldaten und 9.000 Zöllner an Flughäfen, Bahnhöfen, Grenzen, Elektrizitätswerken und Museen zusätzlich zur Überwachung eingesetzt. In Paris wurden rund 7.000 Abfalleimer zugeschraubt oder entfernt.
2006 wurde der Algerier Rachid Ramda in Frankreich in einem ersten Verfahren wegen der zunächst nachgewiesenen finanziellen Unterstützung der terroristischen Anschläge zu zehn Jahren Haft verurteilt. Im darauf folgenden Jahr wurde er wegen der Vorbereitung und Durchführung der drei Anschläge auf die Pariser Métro und RER zu lebenslanger Haft, mit einer Mindesthaftdauer von 22 Jahren, verurteilt. Dies Urteil wurde in zwei Berufungsverfahren, zuletzt im Jahr 2011, bestätigt.

## Mögliche Zusammenhänge zu weiteren Anschlägen
Am 31. Oktober 1995, 14 Tage nach dem 5. Anschlag in Paris, wurde eine Kleingruppe militanter Islamisten im nordfranzösischen Lille verhaftet, die nach Polizeiangaben bei den Vorbereitungen für ein Bombenattentat auf einen Wochenmarkt ertappt wurde.

## Ein weiteres Attentat im Dezember 1996
Dieses Attentat wurde am 3. Dezember 1996 verübt. Bereits vor Abfahrt eines Zuges der RER-Linie B im Bahnhof Roissy-Charles-de-Gaulle war eine, in einem blauen Sack verborgene, 14 kg schwere Gasflasche im Zug deponiert worden. Diese explodierte später im Bahnhof Port-Royal. 4 Personen wurden getötet; 170 Personen wurden verletzt. Es wird vermutet, dass das Attentat ebenfalls von der GIA durchgeführt wurde.